# 조던 아이브
조던 애슐리 페미 아이브(영어: Jordon Ashley Femi Ibe, 영어 발음: /ˈdʒɔːrdən ˈaɪb/, 1995년 12월 8일~)는 잉글랜드의 축구 선수로 포지션은 윙어이다. 현재 이스미언 리그 남부 중심 디비전의 헤이스 & 예딩 유나이티드 FC에서 활동하고 있다.
찰턴 애슬레틱 FC와 위컴 원더러스 FC의 유소년팀을 거친 후 2011년 15살에 위컴 원더러스에서 프로 선수 경력을 시작했다. 2012년 리버풀 FC로 이적했고 2013-14 시즌에 버밍엄 시티 FC로, 2014-15 시즌에 더비 카운티 FC로 임대를 갔다 왔다. 2016년 1500만 파운드(약 267억 원)로 구단 역대 최고 영입 이적료 기록을 경신하며 리버풀에서 AFC 본머스로 이적했고 2020년 계약 만료로 본머스를 떠났다. 2020년 9월 더비 카운티로 이적했고 2021년 상호 계약 해지로 더비 카운티를 떠나 2022년 1월 아다나스포르로 이적했다. 2023년 10월 엡스플리트 유나이티드 FC로 이적했고 2024년 10월 헤이스 & 예딩 유나이티드 FC로 이적했다.
아이브는 2012년 잉글랜드 U-18 축구 국가대표팀에 소집되며 잉글랜드 축구 연령별 대표 경력을 시작했고 2015년 잉글랜드 U-21 축구 국가대표팀에 데뷔했다. 그는 2016년까지 잉글랜드 U-21 대표로 활동했다.